# Canal Capital
Canal Capital é um canal colombiano de televisão aberta, fundado no dia 3 de novembro de 1997 operado por uma empresa industrial e comercial na capital do país, Bogotá.